# Câmpulung la Tisa
Câmpulung la Tisa (in ungherese Hosszúmező) è un comune della Romania di 2 468 abitanti, ubicato nel distretto di Maramureș, nella regione storica della Transilvania.